# Макарова, Нина Владимировна
Нина Владимировна Макарова (также Макарова-Хачатурян, 12 августа 1906, Юрино, Нижегородская губерния — 15 января 1976, Москва) — советский композитор, пианистка. Заслуженный деятель искусств РСФСР (1975).

## Биография
Родилась в селе Юрино (ныне в Марий Эл). Окончила Нижегородский музыкальный техникум (1927); Московскую консерваторию (1936); аспирантуру там же (1938).
Похоронена в Москве на Новодевичьем кладбище.

### Семья
Отец Владимир Алексеевич Макаров (1872—1964). Мать Нина Альбертовна Макарова (1884—1959).
Муж (его второй брак) — композитор Арам Ильич Хачатурян (1903—1978).
Сын Карен Хачатурян (род. 1940).

## Сочинения
Оперы «Мужество» (1948), «Зоя» (1963); циклы романсов на стихи А. Пушкина, Ш. Руставели; песни на слова М. Исаковского, Л. Ошанина, М. Алигер и др.; музыка к спектаклям.

## Фильмография
- 1941 — В кукольной стране
- 1944 — Песня о Чапаеве
- 1949 — Весенняя сказка

## Награды
- Заслуженный деятель искусств РСФСР (1975).

## Память
- Именем Нины Макаровой названа Юринская детская музыкальная школа.